# بركاي كندان

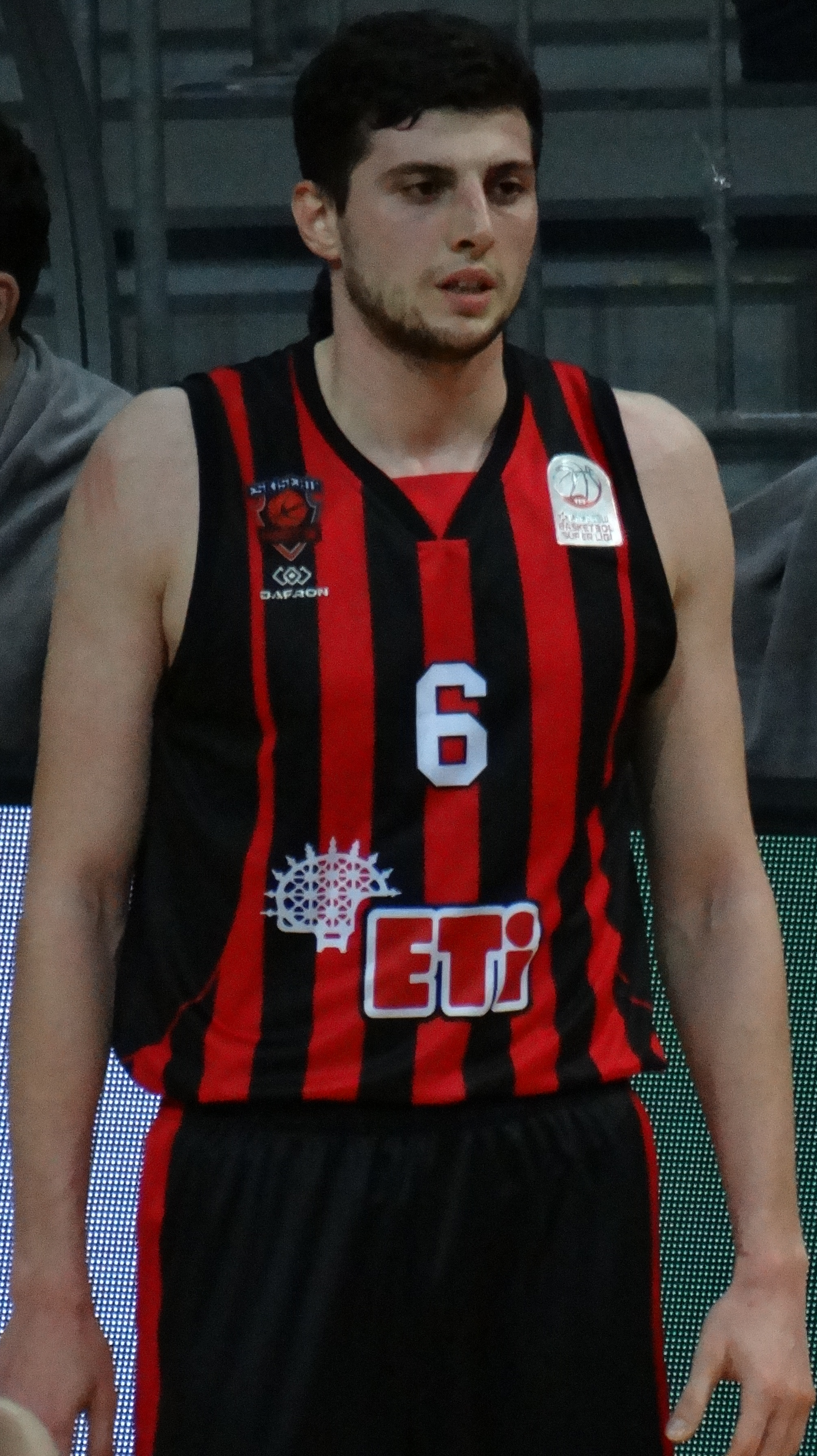
Berkay in 2018

بركاي كندان (بالتركية: Berkay Candan)‏ مواليد 22 مايو 1993، هو لاعب كرة سلة تركي بدأ مسيرته الاحترافية في سنة 2009 ويحمل الرقم 6. يبلغ طوله 6 قدم 9 بوصة (2.1 م).

## روابط خارجية
- بركاي كندان على موقع الاتحاد الدولي لكرة السلة (الإنجليزية)
- بركاي كندان على موقع الدوري الأوروبي لكرة السلة (الإنجليزية)
- بركاي كندان على موقع كرة السلة الأوروبية.كوم (الإنجليزية)
- بركاي كندان على موقع ريلجم (الإنجليزية)
- بركاي كندان على موقع بروبوليرز (الإنجليزية)
- بركاي كندان على موقع سبورتس رفرنس (الإنجليزية)